# Emanuel Wibjörnson
Emanuel Wibjörnson, född i Högby församling, Östergötlands län, död 4 maj 1716 i Dagsbergs församling, Östergötlands län, var en svensk präst i Dagsbergs församling.

## Biografi
Emanuel Wibjörnson föddes i Högby församling. Han var son till kyrkoherden Vibernus Haquini Pictorius och Christina Celsing. Wibjörnson blev 1691 student vid Lunds universitet och 1700 kollega i Vadstena. Han blev kollega och subkantor scholæ i Linköping 1701. Wijbjörnson blev 1705 rektor i Eksjö och prästvigdes 4 mars 1711. Han blev 1715 kyrkoherde i Dagsbergs församling. Han avled 1716 i Dagsbergs församling och begravdes 3 juni samma år.

### Familj
Wibjörnson gifte sig 24 maj 1707 med Catharina Ekwall (1688–1751). Hon var dotter till rådmannen Måns Jönsson och Sara Persdotter Liljewalch i Eksjö. De fick tillsammans barnen Christina Wibjörnson (1708–1708), Sara Catharina Wibjörnson (1709–1710), komministern Magnus Wibjörnson i Katarina församling, Stockholm, Andreas Wibjörnson (1715–1715) och Emanuel Wibjörnson (född 1716).